# Jonas Basanavičius

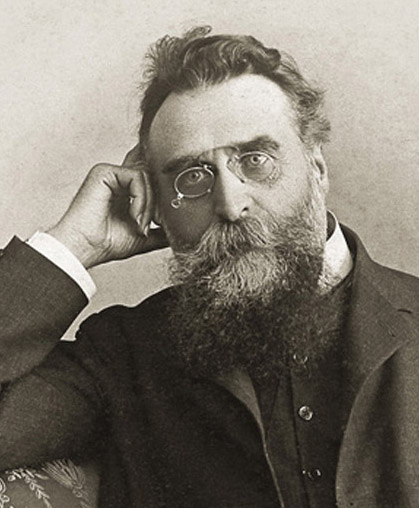
Jonas Basanavičius

Jonas Basanavičius (* 23. November 1851 in Ožkabaliai, Rajongemeinde Vilkaviškis; † 16. Februar 1927 in Vilnius) war ein litauischer Arzt, Wissenschaftler und Politiker.

## Leben

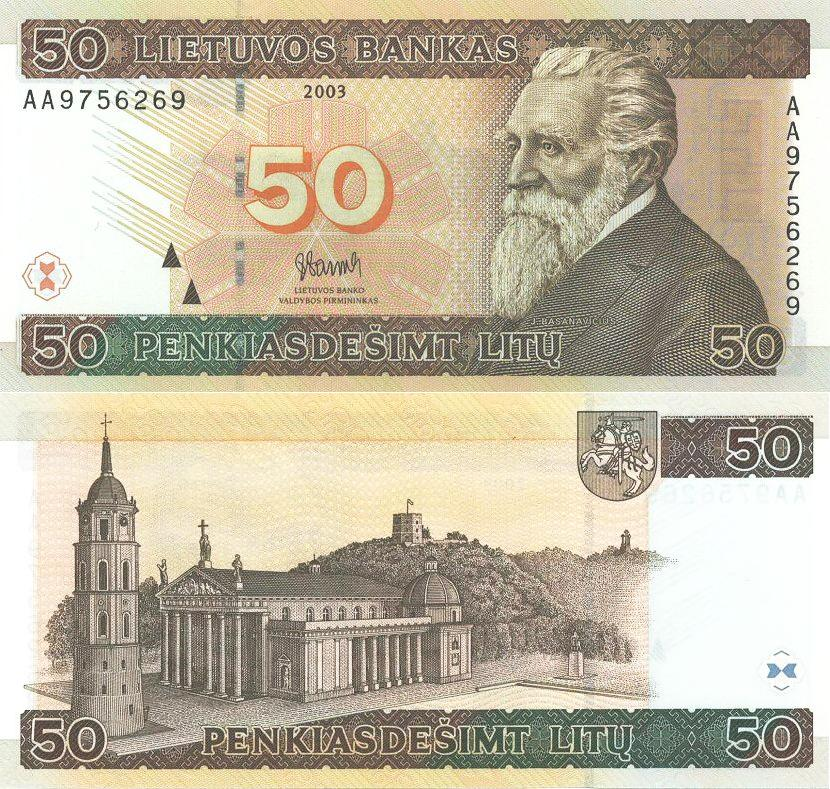
Basanavičius auf der 50 Litas Banknote

Jonas Basanavičius wurde in einer Mittelbauernfamilie geboren. Er besuchte das Gymnasium Marijampolė. Gegen den Willen seiner Eltern, die ihn im Priesterseminar sehen wollten, schrieb er sich 1873 an der philologisch-historischen Fakultät der Staatlichen Universität Moskau ein. Nach einem Jahr wechselte er in die Medizinische Fakultät, wo er auch ein Stipendium bekam. 1879 beendete er die Universität als Arzt.
Da sich keine Möglichkeit zu einer Anstellung in Litauen ergab, nahm er ein Angebot zu einer Tätigkeit in Bulgarien an. Ab 1880 war er in Lom als Klinikarzt tätig. Neben seiner medizinischen Arbeit widmete er sich politischen Themen, schrieb für litauische Zeitschriften und war Mitinitiator der Zeitung Aušra. Weiter beschäftigte er sich mit ethnologischen Themen und Geschichte. Aus seiner Feder stammen einige wichtige Aufsätze zur bulgarischen Ethnographie, teils im Vergleich zu litauischen Gegebenheiten. Insbesondere interessierte ihn die Frage der Herkunft der Litauer – Basanavičius vertrat hier die These, dass sie aus dem Donauraum stammen und enge Verwandtschaft mit den Thrakern bestehe. Zu diesem Zweck suchte er Museen, Bibliotheken und Archive in ganz Europa auf und unterhielt umfangreiche Korrespondenz.
Während weiterführender Studien in Prag lernte er seine künftige Frau Eleonore kennen, die aber kurz nach der Hochzeit 1889 an Tuberkulose verstarb. Basanavičius entging knapp einem Mordanschlag, dessen Hintergrund ungeklärt blieb, der aber wohl politisch motiviert war. Nach weiterer Tätigkeit in Warna, Lom und Elena kehrte er 1904 nach Litauen zurück. 1907 wurde auf seine Initiative hin die Mokslo draugija ('Wissenschaftsgesellschaft') gegründet, aus der später die Litauische Akademie der Wissenschaften entstand. Am 16. Februar 1918 war er einer der Unterzeichner der Unabhängigkeitserklärung Litauens.
1927 starb er in Vilnius, wo er auf dem Friedhof Rasos beigesetzt ist.

## Werke
Basanavičius engagierte sich in der Sammlung von Märchen, Sagen, Volksliedern, Krankheitsbezeichnungen u. a. Einiges sammelte er, anderes erhielt er zugeschickt – teilweise bezahlte er die Sammelnden, etwa seinen Bruder Vincas. Aktuell wird die gesammelte Folklore nebst Artikeln zum Thema in einer 15-bändigen Ausgabe ediert: Jono Basanavičiaus tautosakos biblioteka Vilnius, 1993.

## Rezeption
Basanavičius wird in Umfragen als der einflussreichste Litauer des 20. Jahrhunderts angesehen. Der Basanavičius-Preis ist die höchstdotierte Auszeichnung (31.000 LTL) für Wissenschaftler und Kulturschaffende im Bereich Folklore, Ethnologie in Litauen.